# 1387
1387 (MCCCLXXXVII) var ett normalår som började en tisdag i den julianska kalendern.

## Händelser

### Augusti
- 10 augusti – En vecka efter den sextonåriga dansk-norske kungen Olof Håkanssons oväntade död övertar hans mor drottning Margareta styret av Danmark, då stormännen väljer henne till dansk riksföreståndare. Året därpå väljs hon till regerande drottning av Norge och 1389 även av Sverige. Hon sluter dessutom en allians med de svenska stormännen mot Albrekt av Mecklenburg.

## Födda
- 16 september – Henrik V, kung av England och herre över Irland 1413–1422.
- Blanka I av Navarra, regerande drottning av Navarra.
- Pomellina Fregoso, monegaskisk regent.

## Avlidna
- 3 augusti – Olof Håkonsson, kung av Danmark sedan 1375 och av Norge sedan 1380.
- Elisabet av Bosnien, ungersk regent.